# Khrebet Baybishe
Khrebet Baybishe är en bergskedja i Kazakstan.   Den ligger i oblystet Qyzylorda, i den centrala delen av landet, 800 km sydväst om huvudstaden Astana.
Khrebet Baybishe sträcker sig 36 km i öst-västlig riktning. Den högsta toppen är Bugor Suzystabak, 235 meter över havet.
Topografiskt ingår följande toppar i Khrebet Baybishe:
- Bugor Sulutaban
- Bugor Suzystabak